# Associazione Sportiva Calcio Viareggio 1990-1991
Questa pagina raccoglie le informazioni riguardanti l'Associazione Sportiva Calcio Viareggio nelle competizioni ufficiali della stagione 1990-1991.

## Stagione
Rosa faraonica quella allestita dal Viareggio. Il direttore sportivo Oreste Cinquini mette a disposizione di Enzo Riccomini giocatori che hanno rinunciato alla Serie B, pur di giocare con la maglia bianconera. Altri sono confermati dalla stagione precedente.
I posti per la promozione in Serie C1 sono due. L'Alessandria sembra quella meglio organizzata e la Massese potrebbe essere la sorpresa del campionato.
Purtroppo a due giornate dalla fine del campionato succede una vicenda, che non ha niente a che fare con lo sport: la Magistratura indaga Giorgio Mendella, patron del Viareggio, per il crac Intermercato. È una mazzata per tutto l'ambiente bianconero. Quei punti che sulla carta erano scontati diventano impossibili. Il Viareggio viene superato dalla squadra apuana e viene promossa.

## Rosa
| N. |                   | Ruolo | Calciatore            |
| -- | ----------------- | ----- | --------------------- |
|    | Italia (bandiera) | P     | Giancarlo Beni        |
|    | Italia (bandiera) | C     | Pierpaolo Bisoli      |
|    | Italia (bandiera) | A     | Marco Calonaci        |
|    | Italia (bandiera) | D     | Giuseppe Carillo      |
|    | Italia (bandiera) | D     | Giovanni Colasante    |
|    | Italia (bandiera) | A     | Massimiliano De Mozzi |
|    | Italia (bandiera) | C     | Giorgio Eritreo       |
|    | Italia (bandiera) | C     | Luciano Fusini        |
|    | Italia (bandiera) | C     | Massimo Gargani       |
|    | Italia (bandiera) | D     | Sergio Lancini        |

| N. |                   | Ruolo | Calciatore        |
| -- | ----------------- | ----- | ----------------- |
|    | Italia (bandiera) | C     | Giuseppe Manarin  |
|    | Italia (bandiera) | D     | Andrea Mangoni    |
|    | Italia (bandiera) | P     | Andrea Prosperi   |
|    | Italia (bandiera) | C     | Marco Puppi       |
|    | Italia (bandiera) | C     | Adolfo Sormani    |
|    | Italia (bandiera) | C     | Luciano Spalletti |
|    | Italia (bandiera) | D     | Andrea Stabile    |
|    | Italia (bandiera) | A     | Alessandro Tatti  |
|    | Italia (bandiera) | A     | Paolo Valori      |
|    | Italia (bandiera) | C     | Gabriele Zamagna  |

## Risultati

### Campionato

#### Girone di andata
| 16 settembre 1990 1ª giornata | Viareggio | 1 – 0 | Oltrepò |  |

| 23 settembre 1990 2ª giornata | Livorno | 0 – 0 | Viareggio |  |

| 30 settembre 1990 3ª giornata | Viareggio | 1 – 0 | Montevarchi |  |

| 7 ottobre 1990 4ª giornata | Cuneo | 0 – 0 | Viareggio |  |

| 14 ottobre 1990 5ª giornata | Ponsacco | 0 – 0 | Viareggio |  |

| 21 ottobre 1990 6ª giornata | Viareggio | 0 – 0 | Olbia |  |

| 4 novembre 1990 7ª giornata | Pontedera | 1 – 1 | Viareggio |  |

| 11 novembre 1990 8ª giornata | Viareggio | 2 – 0 | Prato |  |

| 18 novembre 1990 9ª giornata | Novara | 0 – 2 | Viareggio |  |

| 25 novembre 1991 10ª giornata | Viareggio | 2 – 0 | Sarzanese |  |

| 2 dicembre 1990 11ª giornata | Alessandria | 0 – 0 | Viareggio |  |

| 9 dicembre 1990 12ª giornata | Viareggio | 3 – 1 | Cecina |  |

| 16 dicembre 1990 13ª giornata | Poggibonsi | 2 – 0 | Viareggio |  |

| 30 dicembre 1990 14ª giornata | Gubbio | 2 – 0 | Viareggio |  |

| 6 gennaio 1991 15ª giornata | Viareggio | 1 – 1 | Massese |  |

| 13 gennaio 1991 16ª giornata | Derthona | 0 – 0 | Viareggio |  |

| 20 gennaio 1990 17ª giornata | Viareggio | 2 – 0 | Tempio |  |

#### Girone di ritorno
| 3 febbraio 1991 18ª giornata | Oltrepò | 0 – 5 | Viareggio |  |

| 10 febbraio 1991 19ª giornata | Viareggio | 3 – 0 | Livorno |  |

| 17 febbraio 1991 20ª giornata | Montevarchi | 1 – 1 | Viareggio |  |

| 24 febbraio 1991 21ª giornata | Viareggio | 1 – 1 | Cuneo |  |

| 3 marzo 1991 22ª giornata | Viareggio | 1 – 1 | Ponsacco |  |

| 17 marzo 1991 23ª giornata | Olbia | 1 – 0 | Viareggio |  |

| 24 marzo 1991 24ª giornata | Viareggio | 0 – 0 | Pontedera |  |

| 30 marzo 1991 25ª giornata | Prato | 1 – 1 | Viareggio |  |

| 7 aprile 1991 26ª giornata | Viareggio | 2 – 0 | Novara |  |

| 14 aprile 1991 27ª giornata | Sarzanese | 0 – 1 | Viareggio |  |

| 28 aprile 1991 28ª giornata | Viareggio | 0 – 0 | Alessandria |  |

| 5 maggio 1991 29ª giornata | Cecina | 2 – 1 | Viareggio |  |

| 12 maggio 1991 30ª giornata | Viareggio | 2 – 0 | Poggibonsi |  |

| 19 maggio 1991 31ª giornata | Viareggio | 2 – 0 | Gubbio |  |

| 26 maggio 1991 32ª giornata | Massese | 2 – 2 | Viareggio |  |

| 2 giugno 1991 33ª giornata | Viareggio | 2 – 2 | Derthona |  |

| 9 giugno 1991 34ª giornata | Tempio | 1 – 1 | Viareggio |  |